# Aoulouz
Aoulouz (en tifinagh : ⴰⵡⵍⵓⵥ, en arabe : أَوْلُوز) est un joyau qui mérite d'être visité. Ce petit village  est situé  au nord de Taroudant au pied des  merveilleuses montagnes du Haut Atlas dans la région de Souss-Massa. O.Larbi

### Sources
- (en) Aoulouz sur le site de Falling Rain Genomics, Inc.